# Михайлов Володимир Олексійович
Володимир Олексійович Михайлов (рос. Владимир Алексеевич Михайлов нар. 7 жовтня 1939, Одеса, УРСР) — радянський футболіст, нападник, радянський та російський футбольний тренер.

## Кар'єра гравця
Михайлов розпочинав свою ігрову кар'єру в горьковській «Волзі», після цього клубу у нього розпочався московський етап кар'єри, за цей час він встиг пограти в «Торпедо» і в «Локомотиві», а після цього повернувся до вже успішного «Торпедо».
На заході своєї кар'єри він зіграв у калінінської «Волзі» і в футбольному клубі «Труд» з Воронежа.

## Кар'єра тренера
Його тренерська кар'єра розпочалася з того, що він став асистентом старшого тренера у владимирському «Торпедо», а потім у 1978-1979 років був старшим тренером липецького «Металурга», а в 1981 році очолив дебютанта вищої ліги «Кубань».
У 1981 році перебрався в Казань на посаду головного тренера «Рубіна». Михайлов прийшов у клуб після низки відставок тренерів, і перший же сезон в стані «рубінових» виявився успішним, оскільки команда посіла 5-е місце й посилилася форвардом Вадимом Поповим, якого в клуб запросив сам Михайлов. У тому сезоні перед тренером стояло завдання вивести клуб у першу лігу, але клуб із завданням не впорався, відставши від переможця челябінського «Локомотива» на два очки. Наступні сезони при Михайлові, виявилися провальними і клуб ніяких серйозних успіхів не досяг.
Після «Рубіна» в його кар'єрі були такі клуби, як липецький «Металург», чебоксарська «Сталь», «Знамя Труда», новоросійський «Цемент», а також «Асмарал».

## Досягнення
- Вища ліга чемпіонату СРСР
  -  Чемпіон (1): 1965
  -  Бронзовий призер (1): 1968

- Кубок СРСР
  -  Володар (1): 1965